# Поздеевский сельсовет
Позде́евский сельсове́т — упразднённое сельское поселение в Ромненском районе Амурской области.
Административный центр — село Поздеевка.
Законом от 22 мая 2020 года № 529-ОЗ упразднён в результате преобразования района в муниципальный округ.

## География
Общая площадь территории Поздеевского сельсовета 1,2 тыс. кв. км.

## История
29 ноября 2004 года в соответствии Законом Амурской области № 382-ОЗ муниципальное образование наделено статусом сельского поселения.
Законом Амурской области от 7 мая 2015 года № 534-ОЗ,
Поздеевский и Верхнебельский сельсоветы объединены в Поздеевский сельсовет.

## Население
| 2002  | 2010  | 2011  | 2012  | 2013  | 2014  | 2015  |
| ----- | ----- | ----- | ----- | ----- | ----- | ----- |
| 2255  | ↘1902 | ↘1888 | ↘1824 | ↘1757 | ↘1713 | ↘1673 |
| 2016  | 2017  | 2018  |       |       |       |       |
| ↗2043 | ↘1987 | ↘1953 |       |       |       |       |

## Состав сельского поселения
| № | Населённый пункт | Тип населённого пункта       | Население |
| - | ---------------- | ---------------------------- | --------- |
| 1 | Верхнебелое      | село                         | ↘261      |
| 2 | Новороссийка     | село                         | →148      |
| 3 | Поздеевка        | село, административный центр | ↘1526     |